# Европейская конвенция по предупреждению пыток и бесчеловечного или унижающего достоинство обращения или наказания
Европейская конвенция по предупреждению пыток и бесчеловечного или унижающего достоинство обращения или наказания — конвенция Совета Европы, принятая в 1987 году и вступившая в силу после ратификации её семью странами в 1989 году. В 1993 году к Конвенции было принято два дополнительных протокола, изменяющих её и вступивших в силу в 2002 году (после ратификации всеми странами-участницами Конвенции) как неотъемлемые части Конвенции. Сторонами конвенции и обеих протоколов на 2015 год являются все 47 стран-участниц СЕ.
Конвенция предусматривает внесудебный механизм по предупреждению жестокого обращения с лицами, лишенными свободы. В основе этого механизма — посещение отдельных стран членами Европейского комитета по предупреждению пыток и бесчеловечного или унижающего достоинство обращения или наказания (КПП).
В своих подробных рекомендациях соответствующим органам государств-членов Совета Европы Комитет последовательно выработал целый набор стандартов, согласно которым может быть дана оценка условиям содержания лиц, лишенных свободы. Этот набор включает в себя такие понятия, как гарантия правовой защиты от жестокого обращения в полицейских участках, условия и режим содержания в тюрьмах, механизмы предотвращения возвращения задержанных или осужденных иммигрантов в страны, где им грозят пытки или жестокое обращение.
Деятельность Комитета не ограничивается посещением тюрем. Члены Комитета могут посетить любое место, где находятся лица, лишенные свободы. Такими местами являются полицейские участки, психиатрические больницы, места заключения в военных частях, места содержания задержанных иностранцев и детские приёмники-распределители.
Надзор за соблюдением Конвенции ведёт Европейский Комитет по предупреждению пыток и бесчеловечного или унижающего достоинство обращения или наказания. В комитет входит по одному эксперту от каждой страны-участницы Конвенции, обычно они избираются на четыре года (возможны вариации от двух до шести лет). Комитетов выбирает Комитет министров СЕ из трёх кандидатов, выдвигаемых делегацией соответствующей страны в ПАСЕ.
В целом деятельность Комитета конфиденциальна, согласно статье 11, и доклады Комитета публикуются лишь с согласия соответствующей страны. Согласно статье 10, в случае, если государство не вступает в сотрудничество или отказывается исправить ситуацию в свете рекомендаций Комитета, Комитет может, дав возможность государству изложить свою позицию, принять большинством в две трети голосов решение сделать публичное заявление по этому вопросу. К такому средству на 2015 год Комитет прибегал семь раз, сделав: три заявления по России (все — связанные с Чечнёй), два — по Турции, по одному — по Греции и Болгарии.

## Структура конвенции
- Преамбула
- Глава 1 — обязательство стран-участниц сотрудничать с Комитетом;
- Глава 2 — построение и определение правил работы Комитета;
- Глава 3 — посещения, доклады и заявления Комитета;
- Глава 4 — связь Конвенции с другими нормами права;
- Глава 5 — участие в Конвенции;
- Приложение — привилегии и иммунитет членов Комитета.